# Гжибово (Західнопоморське воєводство)
Гжибово (пол. Grzybowo, нім. Gribow) — село в Польщі, у гміні Колобжег Колобжезького повіту Західнопоморського воєводства.
Населення — 1466 осіб (2011).

## Демографія
Демографічна структура станом на 31 березня 2011 року:
|          | Загалом | Допрацездатний вік | Працездатний вік | Постпрацездатний вік |
| -------- | ------- | ------------------ | ---------------- | -------------------- |
| Чоловіки | 724     | 135                | 518              | 71                   |
| Жінки    | 742     | 125                | 501              | 116                  |
| Разом    | 1466    | 260                | 1019             | 187                  |